# 5021 Krylania
5021 Krylania este un asteroid din centura principală de asteroizi.

## Descriere
5021 Krylania este un asteroid din centura principală de asteroizi. A fost descoperit pe 13 noiembrie 1982 la Observatorul de Astrofizică din Crimeea de Liudmila Karacikina. El prezintă o orbită caracterizată de o semiaxă mare de 3,20 ua, o excentricitate de 0,14 și o înclinație de 2,3° în raport cu ecliptica.